# Oskar Laring
Oskar Johan Viktor Laring (født 28. april 1990 i Varberg) er en svensk skuespiller. Han er kendt for sin medvirken i tv-serierne Familien Löwander (som Uno Nilsson) og i Eagles (som Andreas Johansson).
Laring uddannede sig til skuespiller på Calle Flygare Teaterskola i Stockholm. Han var desuden blandt ansøgerne om deltagelse i Idol 2015 og fik tre chancer af juryen, men gik ikke videre.

## Filmografi
- 2021 - Moodtalk (kortfilm) - Martin
- 2021 - Maria Wern (tv-serie) – Johan
- 2020 - Falkenberg forever (tv-serie) – Fredrik
- 2019-2022 - Eagles (tv-serie) – Andreas Johansson
- 2019 - Playa del Sol (tv-serie) – Edvin
- 2019 - Familien Löwander (tv-serie) – Uno Nilsson
- 2018 - Say Something (kortfilm) – Andreas